# ブラッドフォード・アンダーソン
ブラッドフォード・アンダーソン（Bradford Anderson、1979年9月21日 - ）は、アメリカ合衆国の俳優。

## 出演作品
- ＮＣＩＳ：ＬＡ　～極秘潜入捜査班 シーズン5
- パーセプション　天才教授の推理ノート シーズン1
- アメリカン・パイ in ハレンチ課外授業
- ヴェロニカ・マーズ シーズン2
- HOMELAND シーズン6